# Куопсуярви
Куопсуярви — пресноводное озеро на территории Кестеньгского сельского поселения Лоухского района Республики Карелии.

## Общие сведения
Площадь озера — 6 км², площадь водосборного бассейна — 55,9 км². Располагается на высоте 270,0 метров над уровнем моря.
Форма озера лопастная, продолговатая: оно более чем на четыре километра вытянуто с северо-запада на юго-восток. Берега изрезанные, каменисто-песчаные, местами заболоченные.
Из залива на севере Куопсуярви вытекает протока без названия, впадающая в озеро Кясиярви, через которое протекает река Вуоснайоки, впадающая в реку Кутсайоки, которая, в свою очередь, впадает в реку Тумчу.
В озере расположено не менее пяти небольших безымянных островов, расположенные преимущественно вблизи берегов водоёма.
К северу и востоку от озера проходят автодороги местного значения.
Населённые пункты вблизи водоёма отсутствуют.
Код объекта в государственном водном реестре — 02020000511102000001113.